# Port of Den Helder Kings in het seizoen 2014-15
Het seizoen 2014-15 van Port of Den Helder Kings was het 3e seizoen van de Kings in de Dutch Basketball League (DBL). Het seizoen stopte voor Kings al in december, omdat de club failliet ging. 

## Faillissement
In december kwamen er berichten over financiële problemen bij de Kings naar buiten: er meldden zich verschillende schuldeisers en de club kampte met een gat van rond de €200.000 in de begroting. Op 29 november 2014 werd de club failliet verklaard en verliet Kings de DBL.
Er was nog de mogelijkheid om een doorstart te maken, onder een nieuwe naam en in een nieuwe hal, maar deze liet de club aan zich voorbij gaan om zich te richten op het seizoen 2015/16.

## Team
Jean-Marc Jaumin begon aan zijn derde seizoen als coach van de Kings. Bijna het gehele team van vorig jaar keerde niet terug, de Nederlandse kern werd grotendeels vernieuwd en ook de buitenlanders van vorig seizoen keren niet terug. 
Amsterdam · Den Bosch · Den Helder · Donar · Leeuwarden · Leiden · Rotterdam · Weert · Zwolle